# Liste des châteaux portugais par région
Cette liste non exhaustive répertorie les principaux châteaux au Portugal métropolitain et d'outre-mer.
| Nord Centre Lisbonne Alentejo Algarve Açores Madère |

Elle inclut les châteaux au sens large du terme, c'est-à-dire :
- les châteaux et châteaux forts (généralement bâtis en milieu rural, y compris chartreuses, gentilhommières, logis seigneuriaux, maisons fortes, manoirs).
- les palais (généralement bâtis en milieu urbain)
- les donjons
- les domaines viticoles, présentant un édifice répondant à la définition de château

quel que soit leur état de conservation (ruines, bâtiments d'origine ou restaurés) et leur statut (musée, propriété privée, ouvert ou non à la visite).
Elle exclut :
- les citadelles
- les domaines viticoles qui n'ont de château que le nom, en l'absence d'édifice répondant à la définition de château.

À la vue du nombre d'homonymies de noms de châteaux, quelquefois même à l'intérieur d'une province, merci de préciser la commune, et si possible l'époque, s'il est classé, s'il est ouvert au public et éventuellement anecdote du château lorsqu'il n'a pas encore d'article.
| Symbole          | Signification       |
| ---------------- | ------------------- |
| Ruine ou disparu | Ruine               |
| Château fort     | Château fort        |
| Renaissance      | Château Renaissance |
| Palais           | Palais              |
| Domaine viticole | Domaine viticole    |

## Nord

### Minho-Lima
- Château de Melgaço à Melgaço
- Château de Lapela, XIVe siècle, le donjon carré (pt) est le seul vestige du château qui a été rasé au XVIIe siècle.
- Château de Lindoso, XIIIe siècle
- Château de Lanhoso

### Ave
- Château de Guimarães, à Guimarães, Xe siècle

### Douro
- Château de Chaves, Chaves, il ne reste que le donjon du XIIe siècle
- Château de Numão, à Vila Nova de Foz Côa

### Entre Douro et Vouga
- Château de Feira (pt), à Santa Maria da Feira

### Grand Porto
- Château de Queijo, à Porto ville(Foz do Douro), Porto

### Haut Trás-os-Montes
- Château de Bragance, Bragance

### Viseu
- Château de Lamego, à Lamego
- Château de Penedono, à Penedono

## Centre

### Bas Mondego

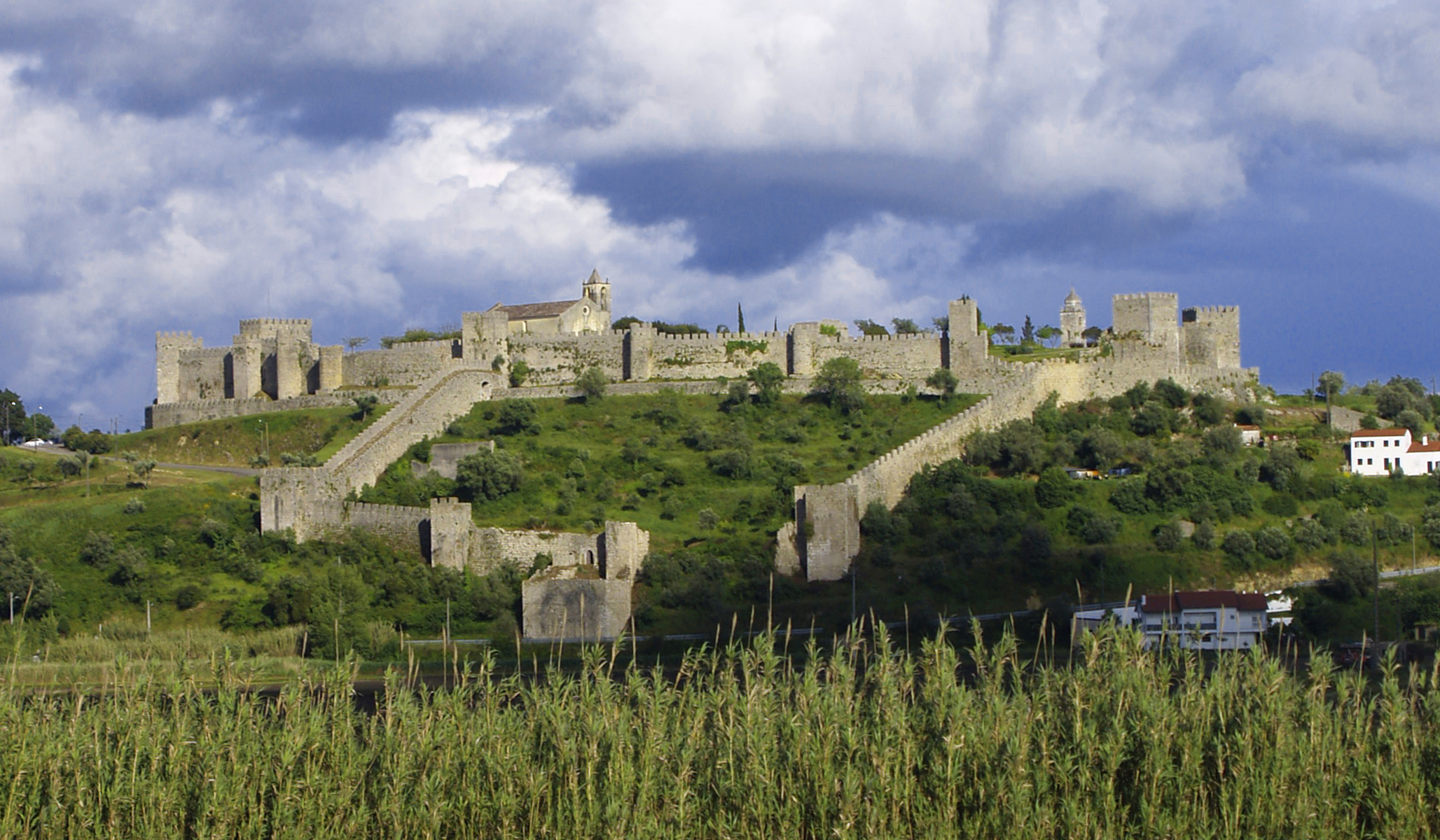
Château de Montemor-o-Velho

- Château de Soure à Soure
- Château de Montemor-o-Velho (pt), à Montemor-o-Velho
- Château de Penela (pt), à Penela

### Beira Intérieure Nord
- Château d'Alfaiates, à Sabugal

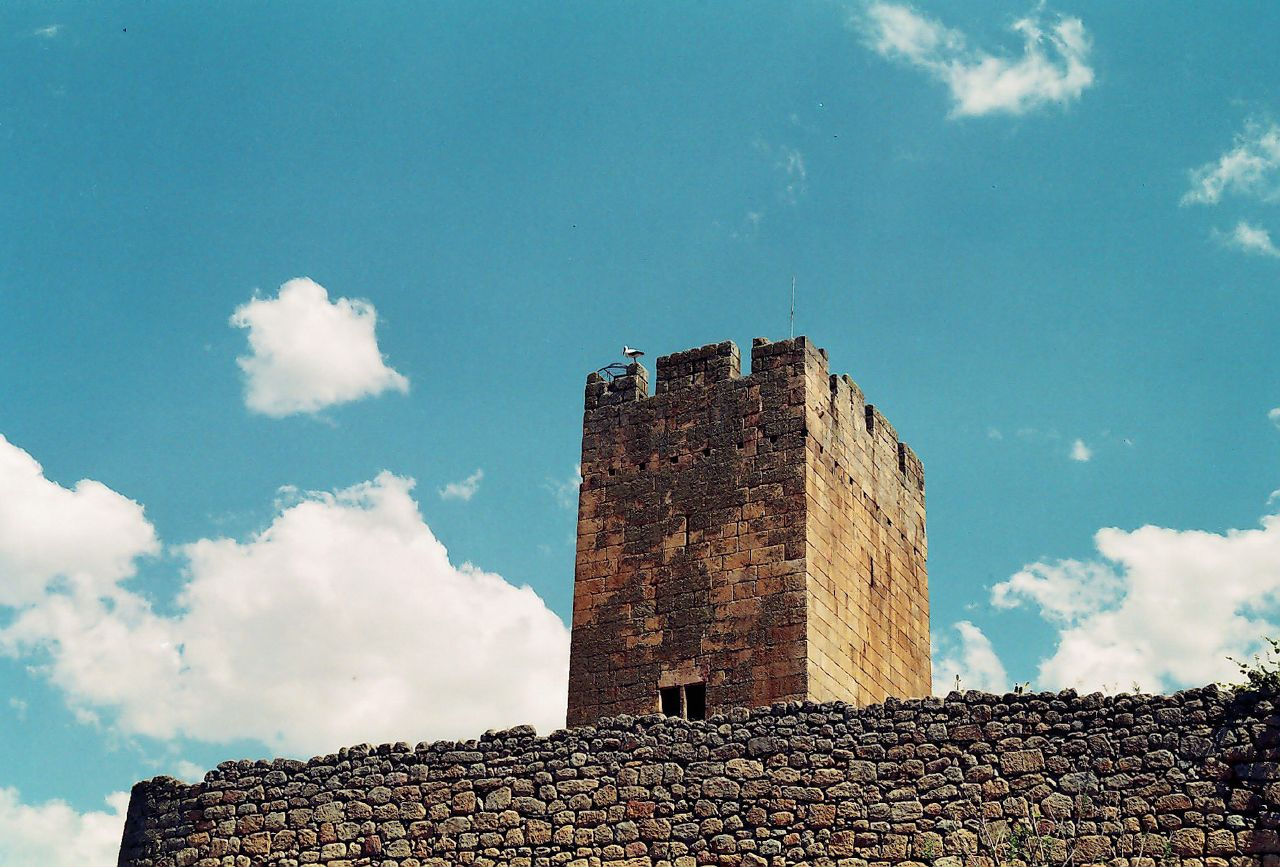
Château de Longroiva

- Château de Castelo Mendo, près d'Almeida
- Château médiéval d'Almeida, Almeida
- Château de Castelo Bom, Almeida
- Château de Guarda, à Guarda
- Château de Linhares, près de Celorico da Beira
- Château de Celorico da Beira, Celorico da Beira
- Château de Castelo Rodrigo, Figueira de Castelo Rodrigo
- Château de Longroiva, à Mêda
- Château de Mêda, à Mêda
- Château de Marialva, à Mêda
- Château de Pinhel, à Pinhel
- Château de Sabugal, à Sabugal ,(Riba Côa)
- Château de Trancoco, à Trancoso
- Château de Sortelha, à Sortelha
- Château de Vila do Touro (pt), à Sabugal

### Beira Intérieure Sud

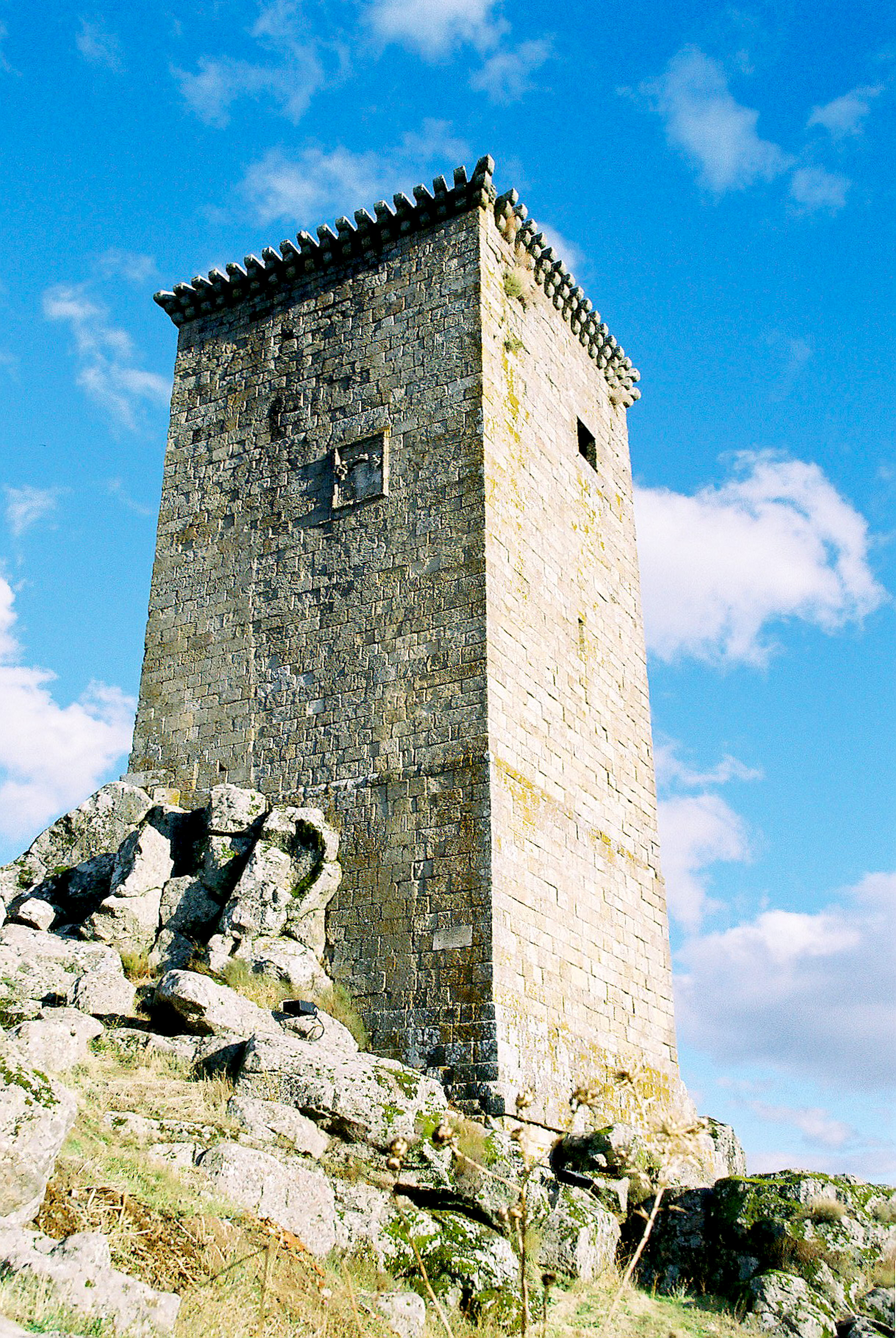
Château de Penamacor

- Château de Castelo Branco (pt), à Castelo Branco
- Château d'Idanha-a-Nova (pt), à Idanha-a-Nova
- Château de Monsanto, à Idanha-a-Nova
- Château de Penamacor (pt), à Penamacor
- Château de Segura (pt) à Idanha-a-Nova
- Château d'Idanha-a-Velha (pt) à Idanha-a-Nova
- Château de Penha Garcia (pt) à Idanha-a-Nova

### Cova da Beira
- Château de Belmonte, à Belmonte

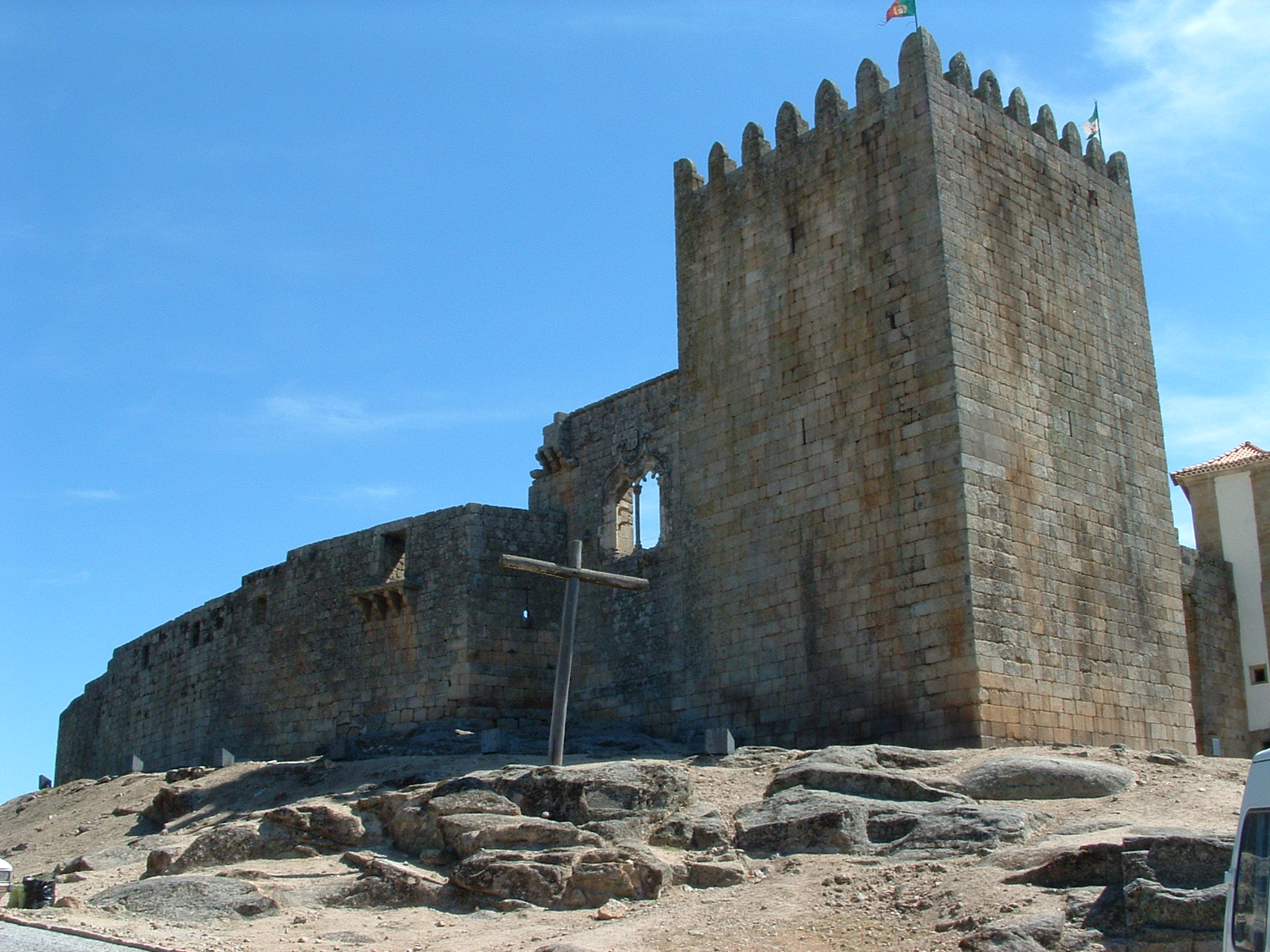
Château de Belmonte

- Château de Castelo Novo (pt), à Castelo Novo près de Fundão
- Palais de Picadeiro, à Alpedrinha (pt) dit Palàcio do Picadeiro

### Dão-Lafões
- Château de Penalva do Castelo

### Moyen Tage
- Château de Tomar, à Tomar
- Château de Cera (pt), à Alviobeira
- Château de Ourém, à Ourém
- Château d'Almourol, Vila Nova da Barquinha

### Ouest
- Château de Óbidos, à Óbidos

### Pinhal intérieur Nord
- Château de Lousã (pt), à Lousã

### Pinhal intérieur Sud
- Château de Belver, à Belver

surplombant la ville et d'époque médiévale.

### Pinhal Littoral
- Château de Leiria, à Leiria
- Château de Porto de Mós, à Porto de Mós
- Château de Pombal, à Pombal

### Serra da Estrela
- Château de Seia (pt), à Seia

## Lisbonne

### Grand Lisbonne
- Château des Maures, à Sintra
- Château de Saint-Georges, à Lisbonne

### Péninsule de Setúbal
- Château de Palmela, à Palmela
- Château de Sesimbra, à Sesimbra

## Alentejo

### Alentejo Central
- Château d'Alandroal, Alandroal
- Château d'Évora, à Évora
- Château d'Arraiolos, à Arraiolos
- Château d'Estremoz (pt), à Estremoz
- Château de Monsaraz, à Reguengos de Monsaraz
- Château d'Olivence, à Olivence
- Château d'Evoramonte, à Evoramonte

### Alentejo Littoral
- Château de Santiago do Cacém, Santiago do Cacém

### Bas Alentejo
- Château de Serpa (pt), Serpa
- Chateau de Beja (pt) Beja
- Chateau de Portel (pt) Portel
- Château d'Alvito, Alvito
- Château de Viana do Alentejo, Viana do Alentejo

### Haut Alentejo
- Château d'Aviz, à Aviz
- Château d'Alegrete, à Portalegre
- Château de Portalegre, à Portalegre
- Château d'Alter do Chão, à Alter do Chão
- Château de Belver, à Gavião
- Château de Castelo de Vide, à Castelo de Vide
- Château de Marvão, à Marvão
- Château de Monforte (pt), à Monforte
- Château d'Elvas, à Elvas
- Château d'Amieira, à Amieira do Tejo
- Château de Nisa, à Nisa
- Château d'Ouguela, à Campo Maior
- Château de Campo Maior, à Campo Maior

## Algarve
- Château de Lagos, à Lagos
- Château de Loulé, à Loulé
- Château de Paderne, à Paderne
- Château de Silves, à Silves
- Château de Castro Marim, à Castro Marim
- Château de Alcoutim (pt), à Alcoutim
- Château de Tavira, à Tavira